# Symplocos sumatrana
Symplocos sumatrana är en tvåhjärtbladig växtart som beskrevs av August Brand. Symplocos sumatrana ingår i släktet Symplocos och familjen Symplocaceae. Inga underarter finns listade i Catalogue of Life.